# L'Ombre familière
Pour plus de détails, voir Fiche technique et Distribution.
L'Ombre familière est un court métrage en noir et blanc français réalisé par Maurice Pialat en 1958.

## Analyse
Premier film professionnel de Pialat, ce court-métrage sombre et endeuillé est stupéfiant dans la filmographie de son auteur : expérimental, poétique, froid, un peu guindé, tout en voix off, il préfigure moins l'œuvre à venir de Pialat que le Jacques Rivette de Paris nous appartient (pour l'ambiance lourde de mystère, proche du fantastique) ou le Chris Marker de La Jetée (pour la raideur hantée d'une photographie noir et blanc sur un décor désolé, et l'obsession d'un motif récurrent qui transforme l'histoire en boucle : ici, un message téléphonique entendu au début et à la fin).
Pialat explore une voie qui finalement se révélera n'être pas la sienne ; cependant le film est clairement d'inspiration autobiographique : le personnage de Robert, à qui Pialat prête sa voix, est un autoportrait, hésitant entre peinture et cinéma ; sa compagne lit les Cahiers du cinéma, le no 62, avec Hitchcock en couverture.

## Synopsis
Robert, peintre et cinéaste, annonce à sa compagne Claire le suicide de son meilleur ami, Alexandre. La jeune femme se souvient de leur dernière journée passée tous les trois ensemble et de la fascination d'Alexandre pour le décor d'une piscine abandonnée.

## Fiche technique
- Titre : L'Ombre familière
- Réalisation : Maurice Pialat
- Scénario : Maurice Pialat
- Image : Maurice Cohen
- Son : Almuro
- Production : Centre d'Études de Radio-Télévision
- Durée : 25 minutes

## Distribution
- Sophie Marin
- Jacques Portet
- Jean-Loup Reinhold